# Muorwell Muorwel
Muorwell Muorwel, född 20 juli 2002 i Trondheim, är en basketspelare som spelar för Eskilstuna basket i Superettan. Tidigare har han spelat i Köping Stars i basketligan. Han flyttade till Sverige när han var 4 år, och börja spela basket 2015 för Eskilstuna Basket.